# K Camp

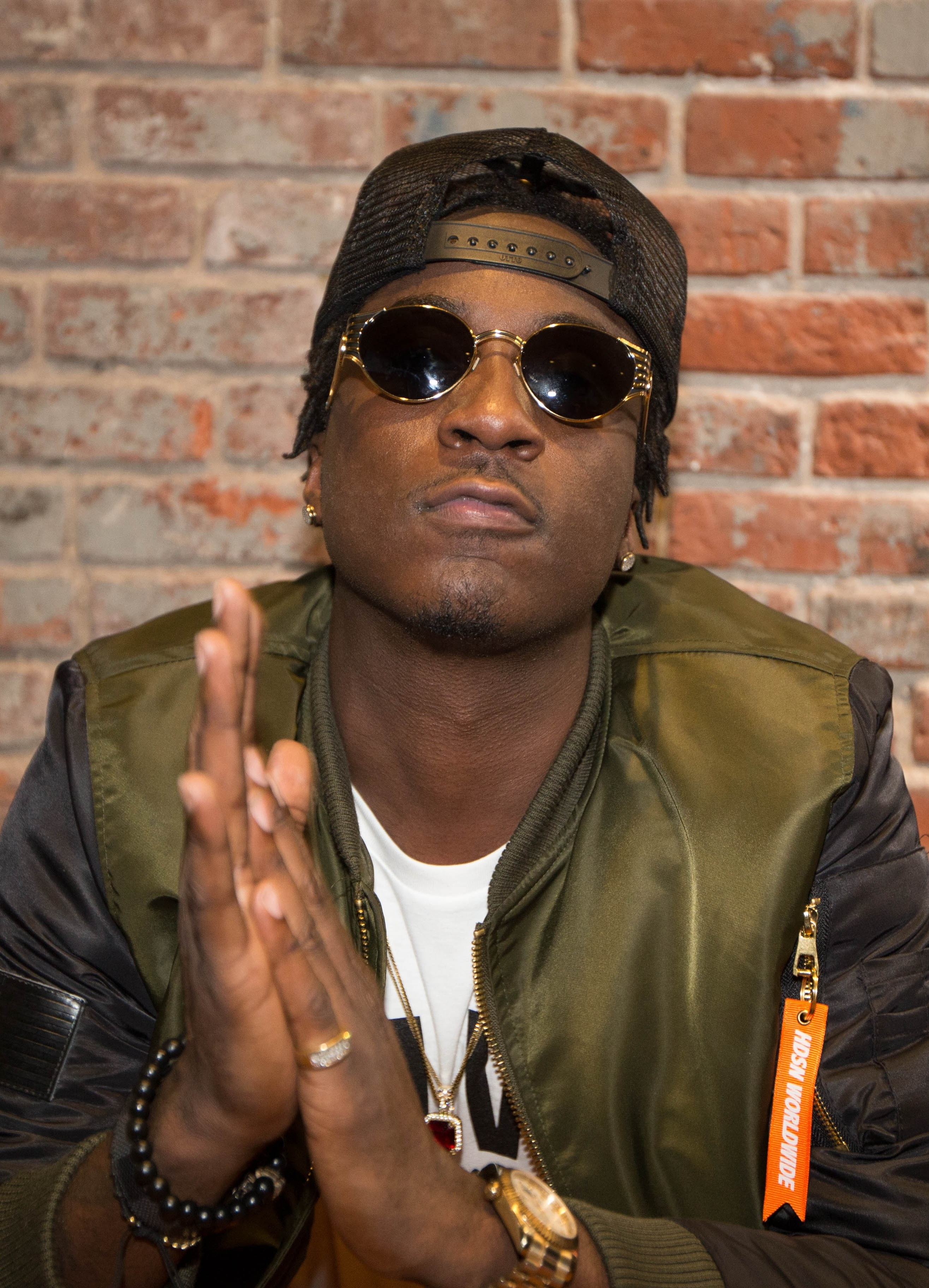
K Camp, 2015

Kris Campbell (* 27. April 1990 in Milwaukee, Wisconsin) ist ein US-amerikanischer Rapper. Er tritt unter seinem Künstlernamen K Camp auf. Bekanntheit erlangte er mit seiner Single Cut Her Off, die er 2014 zusammen mit 2 Chainz veröffentlichte. Der Song erreichte Platz 49 der US-Singlecharts und Platz 5 der Hot Rap Songs.
Im September 2015 veröffentlichte er sein erstes Studioalbum Only Way Is Up, welches in den US-Albumcharts Platz 20 erreichte.

## Diskografie

### Alben
- 2015: Only Way Is Up
- 2018: RARE Sound
- 2019: Wayy 2 Kritical
- 2021: Float
- 2025: Built Different

### EPs
- 2016: Lyric Ave
- 2018: This for You

### Mixtapes
- 2012: Fan4Life
- 2013: Show Money (mit Tha Joker)
- 2014: In Due Time
- 2014: SlumLords
- 2015: One Way
- 2015: You Welcome
- 2017: Rare
- 2017: SlumLords 2

### Singles
- 2012: All the Way Down
- 2013: Froonk Baby (featuring Kwony Cash)
- 2014: Cut Her Off (featuring 2 Chainz)
- 2014: Slum Anthem (US: Gold)
- 2014: Turn Up for a Check (featuring Yo Gotti)
- 2015: Money Baby (US: Platin)
- 2015: Lil Bit (US: Gold)
- 2015: Comfortable
- 2015: 1hunnid (featuring Fetty Wap) (US: Platin)
- 2016: 5 Minutes (featuring 2 Chainz)
- 2017: Good Problem
- 2018: Racks Like This (featuring Moneybagg Yo)
- 2018: His & Hers
- 2019: Switch
- 2019: Lottery (US: Platin)
- 2020: What's on Your Mind (featuring Jacquees) (US: Gold)

### Gastbeiträge
- 2014: Made Me (Snootie Wild featuring K Camp)
- 2015: All I Need (One Mo Drank) (Juicy J featuring K Camp)
- 2015: Find You (Plies featuring Lil Wayne & K Camp)